# Брит, Виктор Петрович
Виктор Петрович Брит (укр. Віктор Петрович Брит; род. 1 октября 1935 года, с. Нововасильевка Приазовского района Запорожской области — 7 июля 2013 года) — украинский политический деятель, депутат Верховной рады Украины II созыва (1994—1998).

## Биография
Родился 1 октября 1935 года, с. Нововасильевка Приазовского района Запорожской области.
После окончания средней школы проходил службу в армии. С 1958 по 1965 год работал телефонистом, радиотелеграфистом, электромонтёром, с 1965 по 1984 год был начальником отряда, затем начальником партии в Каховской гидрогеолого-мелиоративной экспедиции.
В 1970 году окончил гидромелиоративный факультет Украинского института инженеров водного хозяйства по специальности «инженер-гидротехник».
С 1984 по 1994 год работал начальником технического отдела, затем старшим инженером в дирекции строительства мелиоративных систем в Запорожской области.
На парламентских выборах 1994 года был избран народным депутатом Верховной рады Украины II созыва от Приазовского избирательного округа № 194 Запорожской области. В парламенте был членом Комитета по вопросам экологической политики, входил в состав фракций Социалистической и Селянской партий Украины.
Являлся членом Социалистической партии Украины с мая 1992 года, был членом Политсовета СПУ.
Умер 7 июля 2013 года.